# Compagnie des chemins de fer Prince-Henri
La Compagnie des chemins de fer Prince-Henri (PH) est une société anonyme qui construisit un réseau de lignes de chemin de fer secondaires au Luxembourg. Créée en 1869, elle disparaît en 1877, remplacée par la Société anonyme luxembourgeoise des chemins de fer et minières Prince-Henri.

## Histoire

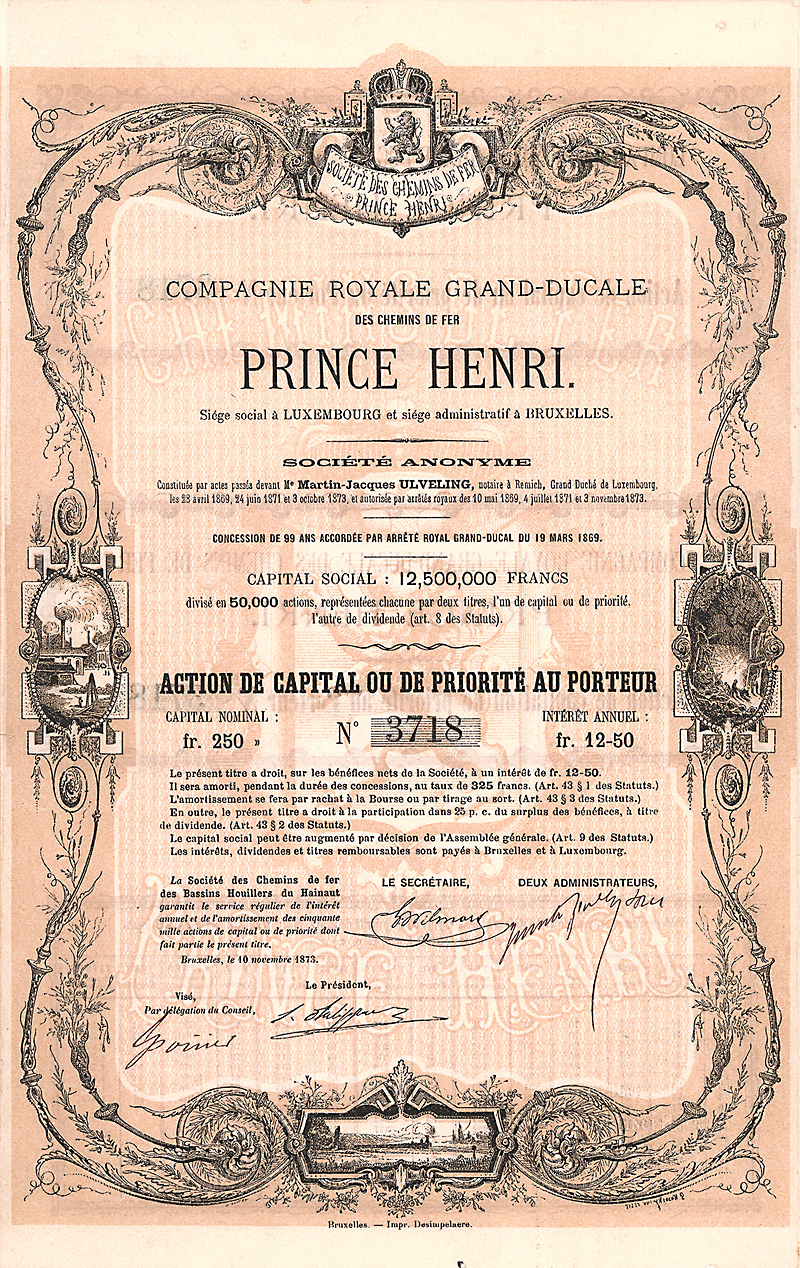
Action de capital ou de priorité au porteur émise en 1873.

La loi du 19 mars 1869, approuve la convention du 14 décembre 1868 qui a attribué des concessions minières et des chemins de fer à la Compagnie des chemins de fer des bassins houillers du Hainaut dont le président est Simon Philippart. Il s'agit de cinq lignes : d'Ettelbruck à Wasserbillig par Echternach ; d'Ettelbruck ou Colmar vers Pétange ou Lamadelaine et la frontière française ; de Bettembourg par Belvaux vers Athus, avec embranchement sur Esch-sur-Alzette ; de Bettembourg à Remich ; de Remich à Oetrange. L'axe Esch-sur-Alzette - Pétange - Ettelbruck - Grevenmacher constitue un ensemble dénommé Gürtelbahn. 
La société anonyme dénommée Compagnie des chemins de fer Prince-Henri est autorisée par l'arrêté royal grand-ducal du 10 mai 1869, qui en approuve également les statuts. L'article 7 prévoit notamment l'apport par la Société des bassins houiller du Hainaut de la concession des chemins de fer. Il est également prévue que la Compagnie PH construise les lignes et ensuite les confie à la société des bassins-houillers du Hainaut qui exploitera à forfait ce nouveau réseau. La compagnie porte le nom d'Henri d'Orange-Nassau, gouverneur du Luxembourg.
En mai 1870, Simon Philippart obtient l'ajout de cinq lignes internationales afin de mieux relier ce réseau aux pays voisins à des concessions ferroviaires qu'il a obtenu en Belgique. La guerre franco-allemande de 1870 retardera le début les travaux mais ceux-ci seront entrepris avec lenteur comme de nombreuses lignes concédées aux Bassins Houillers de Simon Philippart. Les premières inaugurations ont lieu en 1873.
À peine un an après l'ouverture des premières lignes, la Compagnie des chemins de fer des bassins houillers du Hainaut est en proie à des difficultés financières, dues en partie au management de Simon Philippart, ce qui impacta la compagnie Prince-Henri ; l'État du intervenir afin d'apporter des garanties financières, mais stoppa les divers projets le temps d'assainir la compagnie qui fait faillite en 1877. Elle est remplacée par la Société anonyme luxembourgeoise des chemins de fer et minières Prince-Henri, qui conserve les initiales PH et terminera la construction des lignes inachevées dans les années 1880.

## Réseau
Le réseau concédé à la compagnie a été intégralement repris par la Société anonyme luxembourgeoise des chemins de fer et minières Prince-Henri, sans changements.

## Matériel moteur
De même que son réseau, le matériel moteur de la compagnie a été intégralement repris par la Société anonyme luxembourgeoise des chemins de fer et minières Prince-Henri, sans changements, le renouvellement progressif de la flotte fera toutefois disparaître les locomotives de cette époque durant les années 1920.
Eu égard aux alliances de sociétés associées aux Bassins Houillers, les locomotives et le matériel remorqué du premier chemin de fer Prince-Henri ont été assemblées en Belgique par la S.A. des Ateliers métallurgiques, dans les ateliers de Tubize pour les locomotives.
Au moment de la faillite, son parc moteur comprend au-moins 34 locomotives :
- Six 020T, portant les numéros 91 à 96, construites de 1870 à 1873 ; sans doute utilisées pour la construction du réseau et les manœuvres, elles deviendront la série D de la nouvelle société et seront toutes transformées en 021T ;
- Neuf 030T pour trains de voyageurs numérotées 1 à 9, construites de 1871 à 1873, future série A ;
- Quatre 030T à roues plus petites numérotées 21 à 24 et livrées en 1875 qui constitueront la série B ;
- Quinze 030 à tender séparé immatriculées 51 à 64 ; utilisées en priorité sur les trains de marchandises lourds, le nouveau Prince-Henri les classera dans la série B et ajoutera trois exemplaires (une d'occasion et deux construites par Couillet) en 1899-1900.